# Filmåret 1893

## Födda
- 15 januari – Ivor Novello, engelsk skådespelare, regissör, manusförfattare och sångtextförfattare.
- 17 januari – Tora Teje, svensk skådespelare.
- 5 februari – Walter Lindström, svensk skådespelare.
- 12 februari – Lotus Robb, amerikansk skådespelare.
- 15 februari – Algot Larsson, svensk skådespelare.
- 25 februari – Edvin Adolphson, svensk skådespelare.
- 1 mars – Gösta Ström, svensk skådespelare och inspicient.
- 24 mars – Emmy Sonnemann, tysk skådespelare.
- 12 april – Robert Harron, amerikansk skådespelare.
- 18 april – Egil Hjorth-Jenssen, norsk skådespelare.
- 20 april – Harold Lloyd, amerikansk skådespelare.
- 15 maj – Stanley Lupino, brittisk skådespelare, författare och dramatiker.
- 19 maj – Mathias Alexandersson, svensk skådespelare.
- 4 juni – Gunilla Ehrenmark, svensk skådespelare.
- 13 juni – Oscar Rydqvist, svensk journalist, författare, dramatiker, manusförfattare och regissör.
- 23 juni – Adolf Jahr, svensk skådespelare.
- 11 juli – Tancred Ibsen, norsk regissör och manusförfattare.
- 28 juli – Alfhild Degerberg, svensk skådespelare.
- 6 september – Irving Bacon, amerikansk skådespelare.
- 27 september – Uno Larsson, svensk statistskådespelare, fotograf och biografmaskinist.
- 8 oktober – Ragnar Klange, svensk skådespelare och teaterchef.
- 15 oktober – Ina Claire, amerikansk skådespelare.
- 21 oktober – Mauritz Strömbom, svensk skådespelare.
- 4 december
  - Schamyl Bauman, svensk manusförfattare, producent, filmklippare och regissör.
  - Karin Högel, svensk skådespelare.
- 23 december – George Schnéevoigt, dansk regissör och fotograf.
- 30 december – Olga Hellquist, svensk skådespelare.

## Årets filmer
- Blacksmith Scene[1]
- Horse Shoeing[2]

### Fotnoter
1. ↑  IMDB, läst 1 mars 2012
2. ↑  IMDB, läst 1 mars 2012